# Metacomunicación
La metacomunicación es una comunicación secundaria (que incluye señales indirectas) sobre cómo se debe interpretar una información. Se basa en la idea de que un mismo mensaje acompañado de una metacomunicación diferente puede significar algo completamente diferente, incluso su opuesto, como en la ironía .  Gregory Bateson destacó el término para referirse a la "comunicación sobre la comunicación", que amplió a: "todas las señales y proposiciones intercambiadas sobre (a) codificación y (b) relación entre los comunicadores".  La metacomunicación puede o no ser congruente con esa comunicación verbal, apoyarla o contradecirla.

## Origen del concepto
Gregory Bateson inventó el término en 1951.  Bateson sugirió la importancia de la metacomunicación en 1951 y luego elaboró una variación particular, el mensaje "esto es juego", en 1956.  Un hecho crítico para Bateson era que cada mensaje podía tener un elemento metacomunicativo y, por lo general, cada mensaje contenía información metacomunicativa sobre cómo interpretar otros mensajes. No vio ninguna distinción en el tipo de mensaje, sólo una distinción en la función. 
Algunas señales metacomunicativas son no verbales. El término kinésica, que se refiere a la comunicación del movimiento corporal y que Bateson emplea ocasionalmente, fue utilizado por primera vez en 1952 por Ray Birdwhistell, un antropólogo que deseaba estudiar cómo las personas se comunican a través de la postura, los gestos, la postura y el movimiento.  Parte del trabajo de Birdwhistell implicó filmar personas en situaciones sociales y analizarlas para mostrar diferentes niveles de comunicación que no se verían claramente de otra manera. La investigación de Birdwhistell estuvo influenciada por Margaret Mead y Gregory Bateson ; los tres participaron en las Conferencias Macy sobre Procesos Grupales,  y tanto Birdwhistell como Bateson fueron parte de una colaboración multidisciplinaria posterior, La historia natural de una entrevista . 
De 1952 a 1962, Bateson dirigió un proyecto de investigación sobre comunicación. Esto prestó especial atención a las paradojas lógicas, incluida la paradoja de Russell de 1901 y la Teoría de tipos de Bertrand Russell, su solución. Bateson y sus asociados fueron pioneros en el concepto de metacomunicación, algo que significa cosas diferentes (a menudo contradictorias) en diferentes niveles. Se cree que la metacomunicación es un rasgo característico de los sistemas complejos . 

## Estudios y áreas de investigación.

### Metalenguaje y lógica
En 1975, Frits Staal relacionó el término con el concepto de metalenguaje que se encuentra en la lógica tanto en la tradición occidental como en la india.   Staal consideró que el término metalenguaje, o su equivalente alemán o polaco, había sido introducido en 1933 por el lógico Alfred Tarski, a quien atribuye haber hecho evidente su significado real. 
La solución de Russell de 1902 a su paradoja lógica  proviene en gran parte del llamado principio del círculo vicioso, según el cual ninguna función proposicional puede definirse antes de especificar el ámbito de aplicación de la función. En otras palabras, antes de poder definir una función, primero se deben especificar exactamente aquellos objetos a los que se aplicará la función (el dominio de la función). Por ejemplo, antes de definir que el predicado "es un número primo", primero es necesario definir la colección de objetos que posiblemente podrían satisfacer el predicado, es decir, el conjunto N de números naturales.  Funciona como una definición formal de la función de la metacomunicación en la comunicación.

### Iván Pavlov: el contexto como meta-señalización sobre la señal primaria
Iván Pavlov había aprendido que el sonido de la campana indicaba que "la comida está en camino" en su experimento en el que se entrenó a perros para salivar al escuchar el sonido de una campana. Esto se logró tocando una campana justo antes de alimentar a los perros. Después de repetir este procedimiento durante algún tiempo, se descubrió que los perros salivaban después de escuchar la campana, sin necesidad de que se les presentara comida.
Algo que no se suele comentar en el contexto de este experimento es el hecho de que los perros no salivaban a menos que llevaran un arnés especial. Cuando se expusieron al sonido de la campana sin llevar el arnés, los perros no salivaron. Los perros sólo salivaron al escuchar la campana mientras llevaban el arnés .  : 267 El sonido de la campana fue una comunicación directa de información, pero el contexto de la comunicación también transmitió información.

### Teoría de la comunicación
El concepto de metacomunicación también se ha relacionado con la Teoría de la Comunicación. Mateus (2017), influenciado por la Estructura Grafemática de la Comunicación de Derrida, sugirió ver la metacomunicación como una redundancia autodiferenciadora. El concepto aquí "describe la comunicación como un proceso ad infinitum en el que cada comunicación supone siempre más comunicación. La metacomunicación es la respuesta al nivel relacional de la comunicación y por eso postulamos la metacomunicación como una comunicación recomunicante" (Mateus, 2017).

### Autorreferencialidad en los medios de comunicación
En un estudio de 2001, se utilizó para discutir la autorreferencialidad en los medios de comunicación que cubren política y se explicó como una consecuencia de la presencia de las relaciones públicas políticas en los propios medios. 

## Metamensaje
En las obras de Bateson, el metamensaje se definió (1972) como un refinamiento de su noción anterior de "signos de humor" de sus obras de la década de 1950. Invocando la teoría de los tipos lógicos de Bertrand Russell, Bateson imaginó una jerarquía potencialmente infinita de mensajes, metamensajes, metamensajes, etc., en la que cada metamensaje proporcionaba de manera determinista el contexto completo para la interpretación de los mensajes subordinados.  : 247–248, 289  Al ser bastante técnica, su definición fue mal entendida,  y metamensaje se apropió con el mismo significado que subtexto, especialmente en el campo de la comunicación empresarial .  Además, la teoría estrictamente jerárquica de Bateson fue criticada por no reflejar algunos fenómenos de comunicación del mundo real, donde cualquier señal (independientemente del nivel) puede ser engañosa. 